# أوسيلوت
أوسيلوت هي مركبة قتالية مدرعة في الخدمة لدى الجيش البريطاني.